# Talca
Talca város Chilében, a Maule régióban, Talca tartomány székhelye. Lakossága 2017-ben 220 343 fő volt.

## Történelem
1692-ben Tomás Marín González de Poveda főkormányzó alapította a települést. 1742. február 17-én kapta a Villa San Agustín de Talca nevet 1796. június 6-án városi jogot kapott.